# Pieter Leendert Dingenis Johannes van Oeveren
Pieter Leendert Dingenis Johannes van Oeveren (Yerseke, 20 december 1897 – Axel, 20 januari 1991) was een Nederlands politicus.
Hij werd geboren als zoon van Willem van Oeveren (1853-1939) en Adriana Hieftje (1858-1922). Na zijn studie aan de Rijksuniversiteit Utrecht werd hij in 1925 Nederlands Hervormd predikant in Ten Boer, drie jaar later in Nisse en vanaf 1932 in Axel. Tijdens de Tweede Wereldoorlog was hij betrokken in het verzet en in september 1944, net na de bevrijding van Axel, werd hij daar de waarnemend burgemeester. Twee jaar later volgde alsnog zijn benoeming tot burgemeester van Axel. In 1959 was er een onderzoek ingesteld naar zijn privé-leven en werd hij met verlof gezonden. In 1960 volgde ontslag. Hij is in 1991 op 93-jarige leeftijd overleden.